# Ghughuli
Ghughuli es un pueblo y nagar Panchayat situado en el distrito de Maharajganj en el estado de Uttar Pradesh (India). Su población es de 11271 habitantes (2011). Se encuentra a 45 km de Gorakhpur.

## Demografía
Según el censo de 2011 la población de Ghughuli era de 11271 habitantes, de los cuales 5693 eran hombres y 5578 eran mujeres. Ghughuli tiene una tasa media de alfabetización del 74,47%, superior a la media estatal del 67,68%: la alfabetización masculina es del 84,03%, y la alfabetización femenina del 64,84%.